# إيفال هاسلر
إيفال هاسلر (بالألمانية: Ewald Hasler)‏ هو دراج ليختنشتاني، ولد في 19 أغسطس 1932.

## وصلات خارجية
- إيفال هاسلر على موقع أرشيف الدراجات (الإنجليزية)
- إيفال هاسلر على موقع إحصائيات الدراجات الإحترافية (الإنجليزية)
- إيفال هاسلر على موقع أوليمبيديا (الإنجليزية)